# Lac Pika (rivière Pika)
Pour les articles homonymes, voir Pika (homonymie).
Le lac Pika est un plan d'eau douce constituant le principal lac de tête de la rivière Pika sur le bassin versant de la rivière Saguenay. Le lac Pika est situé dans le territoire non organisé de Lac-Achouakan, dans la municipalité régionale de comté (MRC) de Lac-Saint-Jean-Est, dans la région administrative de la Saguenay–Lac-Saint-Jean, dans la province de Québec, au Canada. Ce lac est situé dans la réserve faunique des Laurentides.
Cette petite vallée est desservie indirectement par la route 169 et quelques routes secondaires pour les besoins de la foresterie, des activités récréotouristiques.
La foresterie constitue la principale activité économique du secteur ; les activités récréotouristiques, en second.
La surface du lac Pika est habituellement gelée du début de décembre à la fin Mars, toutefois la circulation sécuritaire sur la glace se fait généralement de la mi-décembre à la mi-Mars.

## Géographie
Les principaux bassins versants voisins du lac Pika sont :
- côté nord : rivière Pika, lac Riendeau, lac Scott, lac Clarence-Gagnon, rivière Pikauba ;
- côté est : lac Hocquart, ruisseau Gobeil, lac Gobeil, rivière aux Canots Est ;
- côté sud : lac Riffon, lac du Panache, rivière aux Canots, ruisseau Girard ;
- côté ouest : lac Neptune, lac Cadieux, lac Audubon, ruisseau à la Raquette, ruisseau de l’Écluse, ruisseau Sancto, rivière aux Écorces[2].

Le lac Pika comporte une longueur de 2,4 km en forme de V renversé sur la droite, une largeur de 0,7 km et une altitude de 557 m. Ce lac comporte un rétrécissement à cause d’une presqu’île rattachée à la rive sud-ouest.
Ce lac est surtout alimenté par la décharge du lac Audubon (venant du nord-ouest), la décharge (venant de l’ouest) des lacs Pluton, Neptune de l’Arsin et de la Ravine, ainsi que la décharge du lac Riffon (venant du sud). L’embouchure de ce lac est située à :
- 0,3 km à l’ouest du lac Hocquart (jadis désigné « Petit lac Pika ») ;
- 2,1 km au nord-ouest du lac du Panache (versant de la rivière aux Canots) ;
- 5,3 km au sud-est du lac Morin ;
- 6,4 km au nord-ouest de la confluence de la rivière aux Canots et rivière aux Canots Est ;
- 7,9 km au sud-ouest de la route 169 ;
- 13,5 km au sud de la confluence de la rivière Pika et de la rivière Pikauba ;
- 11,3 km à l’est de la rivière aux Écorces[2].

À partir de l’embouchure du lac Pika, le courant suit consécutivement le cours de la rivière Pika sur 20,5 km vers le nord, le cours de la rivière Pikauba sur 35,0 km vers le nord jusqu’à la confluence avec le lac Kénogami ; il traverse ce lac sur 17,6 km vers le nord-est jusqu’au barrage de Portage-des-Roches ; il suit le cours de la rivière Chicoutimi sur 26,2 km vers l’est, puis le nord-est et le cours de la rivière Saguenay sur 114,6 km vers l’est jusqu’à Tadoussac où il conflue avec l’estuaire du Saint-Laurent.

## Toponymie
Le toponyme « lac Pika » a été officialisé le 5 décembre 1968 par la Commission de toponymie du Québec.